# Didactylia pallicolor
Didactylia pallicolor är en skalbaggsart som beskrevs av Leon Fairmaire 1886. Didactylia pallicolor ingår i släktet Didactylia och familjen Aphodiidae. Inga underarter finns listade i Catalogue of Life.